# Harutaeographa craspedophora
Harutaeographa craspedophora là một loài bướm đêm trong họ Noctuidae.